# Bettina Grabis
Bettina Grabis, verheiratet Bettina Kienitz (* 10. Februar 1966 in Neuss) ist eine deutsche Kinderbuchautorin.

## Leben
Grabis arbeitete in den 1980er-Jahren als Journalistin. Seit 1995 schreibt sie Kinderbücher; häufig gemeinsam mit ihrem Ehemann Günter W. Kienitz. Ihr erster Roman für Kinder, Bobbo, das Kellermonster, erschien 1996. Bislang hat sie rund 200 Bücher in verschiedenen Verlagen veröffentlicht, darunter mehrere Bestseller.
Die Autorin lebt mit ihrem Ehemann in Bitburg.

## Werke
Romane für Kinder
- Bobbo, the Basement Monster (1998) ISBN 1-889658-09-X
- Bobbo, das Kellermonster (1996) ISBN 3-357-00714-2

Sachbücher für Kinder/Jugendliche
- Disney – Lern die Uhr mit Winnie Puuh (2005) ISBN 3-8212-2903-9
- Pettersson und Findus: Kennst du schon die Uhrzeit? (2003) ISBN 3-8212-2597-1
- Pettersson und Findus: Kennst du schon die Jahreszeiten? (2003) ISBN 3-8212-2599-8
- Bettina Grabis, Günter W. Kienitz: Die 555 besten Internet-Adressen für Kinder (2000) ISBN 3-89777-026-1
- Bettina Grabis, Günter W. Kienitz: So geht's: E-Mail (2000) ISBN 3-89777-015-6
- Bettina Grabis, Günter W. Kienitz: So geht's: Homepage (2000) ISBN 3-89777-016-4
- Bettina Grabis, Günter W. Kienitz: So geht's: MP3 – Musik aus dem Internet (2000) ISBN 3-89777-025-3
- Bettina Grabis, Günter W. Kienitz: Ich will ins Internet – Surfkurs für Einsteiger (1999) ISBN 3-89777-503-4
- Bettina Grabis, Günter W. Kienitz: Mein supertolles Seifenblasenbuch (1999) ISBN 3-89777-002-4
- Mein Fahrrad und ich (1998) – ISBN 3-8212-1881-9

Bilderbücher
- Bettina Kienitz: Wie Melanie lernt, auf sich aufzupassen (2005) ISBN 3-935429-70-3
- Wer wohnt denn da im Wald? (2005)
- Bettina Kienitz: Sarah gehört dazu (2007) ISBN 978-3-939456-32-2

Activity-Bücher
- Die Wilden Kerle – Unser Wildes Training: Technik und Fitness (2005) ISBN 3-8212-2927-6
- Die Wilden Kerle – Unser Wildes Training: Taktik (2005) ISBN 3-8212-2928-4
- Pettersson und Findus: Feste feiern (2003)
- Bettina Grabis, Günter W. Kienitz: Disney Stars: Arielle, die Meerjungfrau
- Das Ass gewinnt! (1999) – ISBN 3-8212-2149-6
- Hurra, ich gehe in die Schule! (1999) ISBN 3-88010-478-6
- Kunterbunte Fingernägel (1999) – ISBN 3-89777-001-6
- Bettina Grabis, Günter W. Kienitz: Allein zu Hause – und keine Langeweile (1999) – ISBN 3-89777-502-6
- Bettina Grabis, Günter W. Kienitz: Lass es spuken – Das Gruselbuch zum Mitmachen (1997) ISBN 3-931902-02-1
- Disney Stars: Bernard und Bianca / Bambi (1997) ISBN 3-8212-1835-5
- Disney Stars: Susi und Strolch / 101 Dalmatiner (1997)
- Fröhliche Weihnachtszeit mit Benjamin Blümchen (1997) ISBN 3-8212-1784-7
- Bettina Grabis, Günter W. Kienitz: Reingelegt & angeschmiert – Coole Streiche und verblüffende Tricks (1996) ISBN 3-925169-97-0